# Stazione di Lariano
Stazione di Lariano vasútállomás Olaszországban, Lariano településen.

## Vasútvonalak
Az állomást az alábbi vasútvonalak érintik:
- Velletri-Segni-vasútvonal

## Kapcsolódó állomások
A vasútállomáshoz az alábbi állomások vannak a legközelebb:
- Stazione di Macere
- Stazione di Colle Cagioli